# Dominicus Geers
Dominicus of Domien Geers (Oostakker, 26 juni 1787 - aldaar, 18 december 1849) was de burgemeester van de voormalige Belgische gemeente Oostakker, heden een deelgemeente van de Oost-Vlaamse hoofdstad Gent.
Hij was de zoon van koster Joannes Franciscus Geers en Joanna Francisca Van Belle. Hij werd onderwijzer en kreeg daartoe een opleiding in Tielt om later in Oostakker eigen school uit te bouwen. In 1812 huwde hij met de uit Ninove afkomstige Catharina Taffijn. Nadien werd hij burgemeester van zijn geboortedorp van 1846 tot zijn plotse overlijden in 1849. Zijn nakomelingen waren later actief in de academische, juridische, medische en politieke wereld.
In zijn geboortedorp werd een straat naar hem genoemd.

## Familie
- Dominicus Geers, burgemeester van Oostakker
  - Amand Geers, schepen en burgemeester van Oostakker
  - Maria Geers gehuwd met Charles Joseph De Visscher, geneesheer en schepen
    - Charles Devisscher (1852-1896), chirurg, professor en decaan aan de Universiteit Gent
      - Charles De Visscher, jurist en hoogleraar, specialist in internationaal recht
        - Paul De Visscher,  hoogleraar voor staatsrecht en internationaal recht

      - Fernand De Visscher, rechtshistoricus en archeoloog

    - Adolf De Visscher (1854-1920), notaris en burgemeester van Dentergem
      - Robert De Visscher, notaris en burgemeester van Dentergem
      - Anna-Maria De Visscher gehuwd met Hendrik Baels, minister en gouverneur van West-Vlaanderen
        - Lilian Baels, tweede echtgenote van koning Leopold III

    - Modestus De Visscher (1857-1900), onderpastoor te Balegem, Deinze en Gent (Sint-Salvator).